# Mattistjärnen, Lappland
Mattistjärnen är en sjö i Vilhelmina kommun i Lappland och ingår i Gideälvens huvudavrinningsområde.